# Sonny & Cher
Sonny & Cher là một đôi vợ chồng song ca nhạc pop, diễn viên và nhà giải trí người Mỹ, bao gồm Sonny và Cher Bono vào thập niên 1960 và 1970. Cả hai bắt đầu sự nghiệp từ giữa những năm 1960 khi hát bè dòng nhạc R&B cho nhà sản xuất thu âm Phil Spector.
Cặp đôi nổi tiếng với hai bài hát ăn khách năm 1965, "Baby Don't Go" và "I Got You Babe". Ký kết với Atco/Atlantic Records, họ phát hành 3 album phòng thu vào cuối những năm 1960, cũng như đĩa nhạc phim cho Good Times. Năm 1972, sau bốn năm vắng bóng, họ trở lại phòng thu và phát hành thêm hai album nữa dưới hãng thu âm MCA/Kapp Records.
Trong những năm 1970, họ trở thành người nổi tiếng trên giới truyền thông với hai chương trình thành công tại Mỹ The Sonny & Cher Comedy Hour và The Sonny & Cher Show. Sau khi ly hôn, sự nghiệp của họ dưới danh nghĩa một nhóm song ca kết thúc năm 1975. Trong một thập kỷ hoạt động, Sonny & Cher bán ra hơn 40 triệu đĩa nhạc trên toàn cầu.
Cher tiếp tục sự nghiệp âm nhạc như là một nghệ sĩ đơn ca và diễn viên, trong khi Sonny Bono được chọn vào Quốc hội Hoa Kỳ như là đại diện của Đảng Cộng hòa tại California. Cả hai được công nhận tại Đại lộ Danh vọng Hollywood năm 1998, ngay sau khi Sonny qua đời trong một tai nạn trượt tuyết.

## Sự nghiệp điện ảnh
| Phim        | Phim                               | Phim                     | Phim                                |
| ----------- | ---------------------------------- | ------------------------ | ----------------------------------- |
| 1965        | Wild on the Beach                  | Chính họ                 |                                     |
| 1967        | Good Times                         | Chính họ/Nhiều nhân vật  |                                     |
|             |                                    |                          |                                     |
| Truyền hình |                                    |                          |                                     |
| Năm         | Tựa đề                             | Vai                      | Ghi chú                             |
| 1967        | The Man from U.N.C.L.E.            | Jerry và Ramona          | Mùa 3, tập: "The Hot Number Affair" |
| 1970        | The Sonny & Cher Nitty Gritty Hour | Chính họ                 | Truyền hình đặc biệt                |
| 1971–1974   | The Sonny & Cher Comedy Hour       | Chính họ/Nhiều nhân vật  | 3 mùa; Đề cử - Giải Emmy, 19 đề cử  |
| 1972        | The New Scooby-Doo Movies          | Chính họ/Lồng tiếng      | Tập: "The Secret of Shark Island"   |
| 1974        | The Sonny Comedy Revue             | Chính ông/Nhiều nhân vật | 1 mùa; Đề cử - Giải Emmy, 1 đề cử   |
| 1975        | The Cher Show                      | Chính bà/Nhiều nhân vật  | 2 mùa; Đề cử - Giải Emmy, 11 đề cử  |
| 1976–1977   | The Sonny & Cher Show              | Chính họ/Nhiều nhân vật  | 2 mùa; Đề cử - Giải Emmy, 3 đề cử   |
| 1998        | Sonny and Me: Cher Remembers       | Chính bà                 | Truyền hình đặc biệt                |

## Danh sách đĩa nhạc
- Look at Us (1965)
- The Wondrous World of Sonny & Chér (1966)
- In Case You're in Love (1967)
- All I Ever Need Is You (1971)
- Mama Was a Rock and Roll Singer, Papa Used to Write All Her Songs (1973)

### Sách
- Sonny And Cher - Thomas Braun (1978). ISBN 978-0-87191-620-4
- And The Beat Goes On - Sonny Bono (1991). ISBN 0-671-69367-0
- The First Time - Cher (1998). ISBN 978-0-671-03488-7